# Grižići
Grižići es una localidad de Croacia ubicada en el municipio de Sibinj, condado de Brod-Posavina.

## Geografía
Se encuentra a una altitud de 170 m s. n. m. a 185 km de la capital nacional, Zagreb.

## Demografía
En el censo 2011 el total de población de la localidad fue de 120 habitantes.
| Gráfica de población de Grižići 1857-2011                           |
|                                                                     |
| Según los censos de población de la oficina estadística de Croacia. |